# Parafia św. Stanisława Biskupa w Sieklówce
Parafia św. Stanisława w Sieklówce – rzymskokatolicka parafia znajdująca się w diecezji rzeszowskiej w dekanacie Brzostek.